# Lontov
Lontov, ungarisch Lontó ist eine Gemeinde im Westen der Slowakei mit 661 Einwohnern (Stand 31. Dezember 2024), die zum Okres Levice, einem Teil des Nitriansky kraj, gehört.

## Geographie
Die Gemeinde befindet sich im Osten des slowakischen Donautieflands am südöstlichen Rand des Hügellands Ipeľská pahorkatina im sanften Tal des Baches Jelšovka, eines linksufrigen Zuflusses des Ipeľ an der Staatsgrenze zu Ungarn. Das Ortszentrum liegt auf einer Höhe von 140 m n.m. und ist 22 Kilometer von Šahy sowie 28 Kilometer von Levice entfernt.
Nachbargemeinden sind Sikenica (Ortsteil Trhyňa) im Westen und Norden, Kubáňovo im Nordosten und Osten, Ipeľský Sokolec im Südosten und Süden und Šalov im Südwesten.

## Geschichte
Lontov wurde zum ersten Mal 1236 als Lumptov schriftlich erwähnt und war Besitz des comes Kazimír und des Geschlechts Hont-Pázmány. Im Jahr 1399 wurde das Dorf Besitz der Graner Kapelle, im 15. Jahrhundert kam es zur Herrschaft der Burg Lewenz. Ab dem 18. Jahrhundert gehörten die Ortsgüter der Familie Majthényi und anderen. 1715 gab es 15 Haushalte, 1828 zählte man 95 Häuser und 572 Einwohner, die als Landwirte, Obstbauern und Winzer beschäftigt waren.
Bis 1918 gehörte der im Komitat Hont liegende Ort zum Königreich Ungarn und kam danach zur Tschechoslowakei beziehungsweise heute Slowakei. Auf Grund des Ersten Wiener Schiedsspruchs lag er von 1938 bis 1945 noch einmal in Ungarn.

## Bevölkerung
| Jahr                | 1994 | 2004    | 2014    | 2024    |
| ------------------- | ---- | ------- | ------- | ------- |
| Anzahl der Personen | 652  | 680     | 698     | 661     |
| Unterschied         |      | +4,29 % | +2,64 % | −5,30 % |

| Jahr                | 2023 | 2024    |
| ------------------- | ---- | ------- |
| Anzahl der Personen | 657  | 661     |
| Unterschied         |      | +0,60 % |

Nach der Volkszählung 2011 wohnten in Lontov 702 Einwohner, davon 378 Magyaren, 283 Slowaken, 17 Roma sowie jeweils ein Mährer, Pole und Tscheche. 21 Einwohner machten keine Angabe zur Ethnie.
605 Einwohner bekannten sich zur römisch-katholischen Kirche, 19 Einwohner zur reformierten Kirche, 12 Einwohner zur Evangelischen Kirche A. B. sowie jeweils ein Einwohner zur apostolischen Kirche und zur jüdischen Gemeinde. 40 Einwohner waren konfessionslos und bei 24 Einwohnern wurde die Konfession nicht ermittelt.

## Bauwerke
- römisch-katholische Annakirche im Barockstil aus der ersten Hälfte des 18. Jahrhunderts[6]
- Landschloss im klassizistischen Stil aus dem Jahr 1786
- Landschloss im spätklassizistischen Stil aus der Mitte des 19. Jahrhunderts